# La Fille et son cow-boy
Pour plus de détails, voir Fiche technique et Distribution.
La Fille et son cow-boy (A Lady Takes a Chance) est un film américain réalisé par William A. Seiter, sorti en 1943.

## Synopsis
Dans les années 1930 à New York, Molly J. Truesdale est une employée de banque rêvant de grands espaces. Elle s'offre un circuit en bus dans l'Ouest sauvage qui la mène en Oregon. Là, elle rencontre Duke Hudkins qui concourt en itinérant dans des rodéos, accompagné par son partenaire Waco...  

## Fiche technique
- Titre : La Fille et son cow-boy
- Titre original : A Lady Takes a Chance
- Réalisation : William A. Seiter
- Deuxième assistant-réalisateur : Robert Aldrich
- Scénario : Robert Ardrey, d'après une histoire de Jo Swerling
- Musique : Roy Webb
- Directeur de la photographie : Frank Redman
- Directeurs artistiques : Albert S. D'Agostino et Alfred Herman
- Décors de plateau : Al Fields et Darrell Silvera
- Costumes féminins : Edward Stevenson
- Montage : Theron Warth
- Producteurs : Frank Ross et Richard Ross (associé)
- Sociétés de production : Frank Ross Productions et RKO Pictures
- Société de distribution : RKO Pictures
- Genre : Comédie romantique
- Format : Noir et blanc
- Durée : 86 min
- Dates de sorties :
  - États-Unis : 19 août 1943
  - France : 15 juillet 1949

## Distribution
- Jean Arthur : Molly J. Truesdale
- John Wayne : Duke Hudkins
- Charles Winninger : Waco
- Phil Silvers : Smiley Lambert
- Mary Field : Florrie Bendix
- Don Costello : l'ivrogne
- John Philliber : le commerçant
- Grady Sutton : Malcolm Scott
- Peggy Carroll : « Jitterbug »
- Grant Withers : Bob Hastings
- Hans Conried : Gregg Stone
- Ariel Heath : Flossie
- Sugar Geise : Linda Belle
- Joan Blair : Lilly
- Tom Fadden : Mullen
- Ed Waller : l'employé de la station de bus
- Nina Quartero : Carmencita
- Alex Melesh : Le premier barman
- Cy Kendall : Le directeur de la maison de jeux
- Paul Scott : Le second barman
- Charles D. Brown : Dr G. W. Humboldt
- Butch et Buddy : eux-mêmes
- The Three Peppers : eux-mêmes

Et, parmi les acteurs non crédités :
- Lane Chandler : Slim
- Hank Worden : Un serveur